# Delegazione di Sbeitla
La delegazione di Sbeitla (سبيطلة) è una delegazione tunisina  facente parte del Governatorato di Kasserine situata a est del capoluogo del governatorato.
Nel 2014 (dati del censimento) la delegazione contava 75.245 abitanti.
Il suo capoluogo è Sbeitla.

## Suddivisione amministrative
La delegazione è suddivisa in 14 settori (imada): 
La città di Sbeitla è suddivisa in due settori, entrambi facenti parte del comune di Sbeitla:
- a nord della linea ferroviaria: Sbeitla (سبيطلة) con 15.523 abitanti al censimento 2014
- a sud della linea ferroviaria: Cité Essourour (حي السرور) con 8.445 abitanti al censimento 2014

Anche i seguenti tre settori in ambiente prevalentemente rurale sono stati compresi nel comune di Sbeitla:
- El Athar (الآثار) con 2.971 abitanti al censimento 2014
- El Khadhra (الخضراء) con 5.889 abitanti al censimento 2014
- El Ksar (القصر) con 3.560 abitanti al censimento 2014

Anche i rimanenti settori sono in ambiente prevalentemente rurale
- Semama (سمامة) con 3.557 abitanti al censimento 2014
- Errakhmet (الرخمات) con 3.297 abitanti al censimento 2014
- El Gounna (القنة) con 3.928 abitanti al censimento 2014
- Eddouleb (الدولاب) con 3.653 abitanti al censimento 2014
- Ech-Charaya (الشرائع) con 3.444 abitanti al censimento 2014
- Machrek Ech-Chams (مشرق الشمس) con 4.762 abitanti al censimento 2014
- Ouassaia (الوساعية) con 4.555 abitanti al censimento 2014
- El Mezara (المزراة) con 2.669 abitanti al censimento 2014
- El Garâa El Hamra (القرعة الحمراء) con 8.992 abitanti al censimento 2014

## Geografia
Mentre il capoluogo stesso si trova a circa 550 metri di quota, il territorio della delegazione si estende dalla pianura a sud est di Sbeitla sotto i 400 mslm fino ai monti a nord ovest alti 1300 mslm, tra i quali il monte Djebel Semmama (1314 m). Altre montagne sono Djebel el Koumine (681 mslm) a sud e il monte a nord-est del capoluogo. 
Il clima è arido, salvo nelle zone montuose dove è considerato semi-arido.
Le principali località vicine sono: a ovest Kasserine distante 30 km stradali dalla città di Sbeitla, a  nord Sbiba (سبيبة) distante 40 km, a est Jelma (جلمة) (30 km), Cebalet Ouled Asker (السبالة) si trova a 15 km sud est e proseguendo per altri 25 km si raggiunge Sidi Bouzid (سيدي بوزيد); a sud si trova Bir El Hafey (بئر الحفي) a 40km e dopo altri 10km Sidi Ali Ben Aoun (سيدي علي بن عون).
Nel settore Semama, nel nord della delegazione e al confine con il settore El Grine della delegazione di El Ayoun, a poco più di 1000 mslm su una collina a nord del monte Djebel Semmama (1314 mslm)  si trovano i pozzi petroliferi di Douleb (35°23′05.11″N 8°54′09.54″E) e Semmama (35°20′24.99″N 8°52′44.6″E) scoperti rispettivamente nel 1966 e nel 1967 e sfruttati dal 1968 dalla ETAP (Entreprise Tunisienne d'Activites Petroliere).

## Popolazione
La popolazione della delegazione (complessivamente 75.245 abitanti al censimento 2014) è composta da 37.289 uomini e 37.956 donne,  formanti 16.453 famiglie e residenti in 19.604 abitazioni. Il 38% dei residenti ha meno di 20 anni e il 9,6% 60 o più anni.
Il 68% della popolazione abita in un ambiente rurale il quale è molto svantaggiato rispetto a chi abita in città (settori Cité Essourour e Sbeitla).
L'analfabetismo (il 30% degli abitanti con almeno 10 anni) è sopra la media nazionale sia per la popolazione in ambienti rurali (36%) che per la popolazione cittadina (18%), ma per entrambi gli ambienti è inferiore alla media nel governatorato. 
Mentre oltre il 99% degli abitanti cittadini hanno l'acqua di rubinetto, ciò vale solo per il 31% di chi abita in zone rurali.

Gli occupati residenti in città lavorano nella metà dei casi (50%) nell'educazione, sanità e servizi amministrativi, gli occupati residenti in ambienti rurali lavoravano prevalentemente nel settore edile e delle opere pubbliche (42%) e nel 22% dei casi in agricoltura